# Algieria na Letnich Igrzyskach Olimpijskich 1988
Algierię na Letnich Igrzyskach Olimpijskich 1988 reprezentowało 42 zawodników, 40 mężczyzn i 2 kobiety.
Był to szósty występ reprezentacji Algierii na letnich igrzyskach olimpijskich.

## Reprezentanci

### Boks
| Zawodnik           | Konkurencja | 1/32                    | 1/16                    | 1/8                        | Ćwierćfinał          | Półfinał         | Finał            | Finał   |
| Zawodnik           | Konkurencja | Przeciwnik Wynik        | Przeciwnik Wynik        | Przeciwnik Wynik           | Przeciwnik Wynik     | Przeciwnik Wynik | Przeciwnik Wynik | Miejsce |
| ------------------ | ----------- | ----------------------- | ----------------------- | -------------------------- | -------------------- | ---------------- | ---------------- | ------- |
| Yacine Sheikh      | 48 kg       | Donald Martínez 230-238 | NQ                      | NQ                         | NQ                   | NQ               | NQ               | 32.     |
| Benaissa Abed      | 52 kg       | wolny los               | Aissa Moukrim 294-291   | Emmanuel Nsubuga 294-291   | Andreas Tews 277-300 | NQ               | NQ               | 5.      |
| Slimane Zengli     | 54 kg       | Manuel Gomes 300-278    | Joilson Santana 300-283 | Aleksandr Artemyev 277-300 | NQ                   | NQ               | NQ               | 9.      |
| Azzedine Saïd      | 60 kg       | Lameck Mbao TK          | Shakes Kubuitsile RSC   | Mohamed Hegazi 290-296     | NQ                   | NQ               | NQ               | 9.      |
| Noureddine Meziane | 71 kg       | Abrar Hussain Syed TK   | NQ                      | NQ                         | NQ                   | NQ               | NQ               | 32.     |
| Ahmed Dine         | 75 kg       | wolny los               | Zoltán Füzesy 288-295   | NQ                         | NQ                   | NQ               | NQ               | 17.     |

### Judo
| Zawodnik          | Konkurencja | 1/32             | 1/16             | 1/8              | Ćwierćfinał      | Półfinał         | Repasaż 1        | Repasaż 2        | Finał            | Finał   |
| Zawodnik          | Konkurencja | Przeciwnik Wynik | Przeciwnik Wynik | Przeciwnik Wynik | Przeciwnik Wynik | Przeciwnik Wynik | Przeciwnik Wynik | Przeciwnik Wynik | Przeciwnik Wynik | Pozycja |
| ----------------- | ----------- | ---------------- | ---------------- | ---------------- | ---------------- | ---------------- | ---------------- | ---------------- | ---------------- | ------- |
| Ali Idir          | do 60 kg    | Brak informacji  | Brak informacji  | Brak informacji  | Brak informacji  | Brak informacji  | Brak informacji  | Brak informacji  | Brak informacji  | 14.     |
| Mizjan Dahmani    | do 65 kg    | Brak informacji  | Brak informacji  | Brak informacji  | Brak informacji  | Brak informacji  | Brak informacji  | Brak informacji  | Brak informacji  | 34.     |
| Muhammad Murajdża | do 71 kg    | Brak informacji  | Brak informacji  | Brak informacji  | Brak informacji  | Brak informacji  | Brak informacji  | Brak informacji  | Brak informacji  | 19.     |
| Rijad Szajbani    | do 86 kg    | Brak informacji  | Brak informacji  | Brak informacji  | Brak informacji  | Brak informacji  | Brak informacji  | Brak informacji  | Brak informacji  | 13.     |
| Bu Allam Miludi   | + 95 kg     | Brak informacji  | Brak informacji  | Brak informacji  | Brak informacji  | Brak informacji  | Brak informacji  | Brak informacji  | Brak informacji  | 19.     |

### Lekkoatletyka
Mężczyźni
| Zawodnik             | Konkurencja           | Eliminacje | Eliminacje | Ćwierćfinał | Ćwierćfinał | Półfinał | Półfinał | Finał   | Finał   |
| Zawodnik             | Konkurencja           | Wynik      | Miejsce    | Wynik       | Miejsce     | Wynik    | Miejsce  | Wynik   | Miejsce |
| -------------------- | --------------------- | ---------- | ---------- | ----------- | ----------- | -------- | -------- | ------- | ------- |
| Moustafa Kamel Salmi | 100 m                 | 11,08      | 7.         | NQ          | NQ          | NQ       | NQ       | NQ      | NQ      |
| Moustafa Kamel Salmi | 200 m                 | 21,24      | 5.         | 21,26       | 7.          | NQ       | NQ       | NQ      | NQ      |
| Réda Abdenouz        | 800 m                 | 1:47,67    | 4.         | 1:46,97     | 4.          | 1:45,95  | 7.       | NQ      | NQ      |
| Ahmed Bel Kessam     | 800 m                 | 1:47,96    | 5.         | 1:46,93     | 5.          | NQ       | NQ       | NQ      | NQ      |
| Rachid Kram          | 1500 m                | 3:39,90    | 6.         | —           | —           | 3:41,39  | 9.       | NQ      | NQ      |
| Noureddine Tadjine   | 110 m przez płotki    | 14,36      | 5.         | 14,35       | 8.          | NQ       | NQ       | NQ      | NQ      |
| Azzedine Brahmi      | 3000 m z przeszkodami | 8:35,59    | 3.         | —           | —           | 8:16,54  | 1.       | 8:26,68 | 13.     |
| Allaoua Khellil      | maraton               | —          | —          | —           | —           | —        | —        | 2:21:12 | 35.     |
| Abdel Wahab Ferguene | 20 km                 | —          | —          | —           | —           | —        | —        | 1:26:33 | 32.     |
| Mohamed Bouhalla     | 20 km                 | —          | —          | —           | —           | —        | —        | 1:27:10 | 34.     |

| Zawodnik     | Konkurencja | Kwalifikacje | Kwalifikacje | Finał    | Finał   |
| Zawodnik     | Konkurencja | Rezultat     | Miejsce      | Rezultat | Miejsce |
| ------------ | ----------- | ------------ | ------------ | -------- | ------- |
| Lotfi Khaïda | skok w dal  | 7,10         | 29.          | NQ       | NQ      |
| Lotfi Khaïda | trójskok    | 15,68        | 30.          | NQ       | NQ      |
| Hakim Toumi  | rzut młotem | 65,78        | 26.          | NQ       | NQ      |

Kobiety
| Zawodniczka       | Konkurencja | Eliminacje | Eliminacje | Ćwierćfinał | Ćwierćfinał | Półfinał       | Półfinał       | Finał          | Finał          |
| Zawodniczka       | Konkurencja | Wynik      | Miejsce    | Wynik       | Miejsce     | Wynik          | Miejsce        | Wynik          | Miejsce        |
| ----------------- | ----------- | ---------- | ---------- | ----------- | ----------- | -------------- | -------------- | -------------- | -------------- |
| Hasiba Bu-l-Marka | 800 m       | 2:03,33    | 5.         | —           | —           | Nie awansowała | Nie awansowała | Nie awansowała | Nie awansowała |
| Hasiba Bu-l-Marka | 1500 m      | 4:08,33    | 9.         | —           | —           | —              | —              | Nie awansowała | Nie awansowała |

### Kolarstwo
| Zawodnik      | Konkurencja                | Czas    | Pozycja |
| ------------- | -------------------------- | ------- | ------- |
| Mohamed Mir   | wyścig ze startu wspólnego | 4:32:56 | 39.     |
| Sebti Benzine | wyścig ze startu wspólnego | 4:43:15 | 96.     |

### Piłka ręczna
Tabela grupy
Wyniki spotkań
Faza grupowa
| 20 września 198814:00 | Szwecja | 21:18(14:9) | Algieria | Suwon Gymnasium, Suwon |
| 20 września 198814:00 |         | 21:18(14:9) |          | Suwon Gymnasium, Suwon |

| 22 września 198818:00 | Islandia | 22:16(11:8) | Algieria | Suwon Gymnasium, Suwon |
| 22 września 198818:00 |          | 22:16(11:8) |          | Suwon Gymnasium, Suwon |

| 24 września 198810:00 | Jugosławia | 23:22(10:11) | Algieria | Suwon Gymnasium, Suwon |
| 24 września 198810:00 |            | 23:22(10:11) |          | Suwon Gymnasium, Suwon |

| 28 września 198818:30 | ZSRR | 26:13(13:5) | Algieria | Suwon Gymnasium, Suwon |
| 28 września 198818:30 |      | 26:13(13:5) |          | Suwon Gymnasium, Suwon |

| 28 września 198810:00 | Stany Zjednoczone | 17:20(10:8) | Algieria | Suwon Gymnasium, Suwon |
| 28 września 198810:00 |                   | 17:20(10:8) |          | Suwon Gymnasium, Suwon |

Mecz o 9. miejsce
| 30 września 198811:30 | Hiszpania | 21:15(11:6) | Algieria | Suwon Gymnasium, Suwon |
| 30 września 198811:30 |           | 21:15(11:6) |          | Suwon Gymnasium, Suwon |

Skład
| Imię i nazwisko            | Data urodzenia | Klub      |
| -------------------------- | -------------- | --------- |
| Abdel Salem Ben Magh Soula | 20.02.1961     |           |
| Abu Sofiane Draouci        | 22.04.1960     |           |
| Abdelhak Bouhalissa        | 1.07.1961      |           |
| Ben Ali Beghouach          | 5.02.1967      |           |
| Brahim Bourdrali           | 12.02.1963     |           |
| Fethnour Lacheheb          | 20.10.1963     |           |
| Mahmoud Bouanik            | 1.01.1967      |           |
| Kamel Ouchia               | 2.10.1956      |           |
| Salah Bouchekriou          | 17.02.1962     |           |
| Makhlouf Ait Hocine        | 17.11.1966     |           |
| Mourad Boussebt            | 19.05.1960     |           |
| Omar Azzeb                 | 07.07.1960     | MC Algier |
| Ahcen Djeffal              | 12.12.1952     | OC Algier |
| Zineddine Mohamed Seghir   | 22.08.1959     |           |

### Podnoszenie ciężarów
| Zawodnik        | Konkurencja | Rwanie | Rwanie  | Podrzut | Podrzut | Razem | Pozycja |
| Zawodnik        | Konkurencja | Wynik  | Pozycja | Wynik   | Pozycja | Razem | Pozycja |
| --------------- | ----------- | ------ | ------- | ------- | ------- | ----- | ------- |
| Azzedine Basbas | do 56 kg    | 107,5  | 9.      | 137     | 8.      | 245   | 10.     |
| Omar Yousfi     | do 110 kg   | 140    | 16.     | 170     | 14.     | 247,5 | 14.     |

### Tenis ziemny
| Zawodniczka     | Konkurencja | 1/32                    | 1/16             | 1/8              | Ćwierćfinały     | Półfinały        | Finał            | Finał         |
| Zawodniczka     | Konkurencja | Przeciwnik Wynik        | Przeciwnik Wynik | Przeciwnik Wynik | Przeciwnik Wynik | Przeciwnik Wynik | Przeciwnik Wynik | Pozycja       |
| --------------- | ----------- | ----------------------- | ---------------- | ---------------- | ---------------- | ---------------- | ---------------- | ------------- |
| Oarda Bouchabou | singel      | Tine Scheuer-Larsen 2:0 | Nie awansowała   | Nie awansowała   | Nie awansowała   | Nie awansowała   | Nie awansowała   | Miejsca 33-64 |